# كيريباتي
كيريباتي أو كيريباس (/ˌkɪrɪˈbæs, -ˈbɑːti/) أو رسميّاً جمهورية كيريباتي (الغيلبرتية: Ribaberiki Kiribati) هي أرخبيل يقع في المحيط الهادئ الأوسط الاستوائي. يتجاوز تعداد السكان الدائمين 119,000 (عام 2020) وتتكون من 32 جزيرة مرجانية يبلغ مجموع مساحتها 811 كيلومتر مربع (313 ميل مربع) منتشرة على أكثر من 3.5 مليون كيلومتر مربع على جانبي خط الاستواء، ويقع على خط التاريخ الدولي في أقصى شرقها.
كيريباتي هو اللفظ المحلي لـ«غيلبرت» والمستمد من سلسلة الجزر الرئيسية جزر غيلبرت. العاصمة هي جنوب تاراوا وتتكون من عدد من الجزر المتصلة عبر سلسلة من الجسور وتقع في أرخبيل تاراوا. أصبحت كيريباتي مستقلة عن المملكة المتحدة في عام 1979. وهي عضو في الكومنويلث وصندوق النقد الدولي والبنك الدولي وأصبحت عضواً كامل العضوية في الأمم المتحدة في عام 1999.

## أصل التسمية
استخدم اسم كيريباتي في عام 1979 عند الاستقلال. وهو اسم أطلقه الأدميرال الروسي كروسنشتيرن والقبطان الفرنسي لويس إيزيدور دوبيري اسم «جزر جيلبرت» على كيريباتي بالفرنسية، تيمناً بالقبطان البريطاني توماس جيلبرت الذي رصد الجزر في عام 1788 أثناء إبحاره من بورت جاكسون إلى غوانزو. أما الاسم الحالي كيريباتي فهو تكييف «لجيلبرتس» من الاسم الأوروبي السابق «جزر جيلبرت». على الرغم من أن التسمية في اللغة الكيريباتيية الأصلية لجزر جيلبرت خصوصاً هي «تونغارو»، اختارت الدولة الجديدة اسم «كيريباتي» وهو النطق الكيريباتي ل«غيلبرت»، للاعتراف بإدراج جزر لم تكن تعتبر جزءاً من سلسلة جزر جيلبرت.
غالبًا ما أشير إلى الأرخبيل في اللغة الإنجليزية ولا سيما الجزء الجنوبي منه، باسم (Kingsmills) في القرن التاسع عشر، على الرغم من ازدياد استخدام اسم جزر جيلبرت.

## التاريخ

### التاريخ المبكر
سكن المنطقة التي تسمى كيريباتي حاليّاً الشعوب الميكرونيزية والتي تحدثت اللغة الأوسيانية ذاتها بين عامي 3000 ق.م. و 1300 م. لم تكن المنطقة معزولة حيث قدم الغزاة من تونغا وساموا وفيجي لاحقًا قدموا العناصر الثقافية البولينيزية والميلانيزية على التوالي. أدّى التزاوج إلى طمس الفروق الثقافية وأسفر عن درجة كبيرة من التجانس الثقافي.

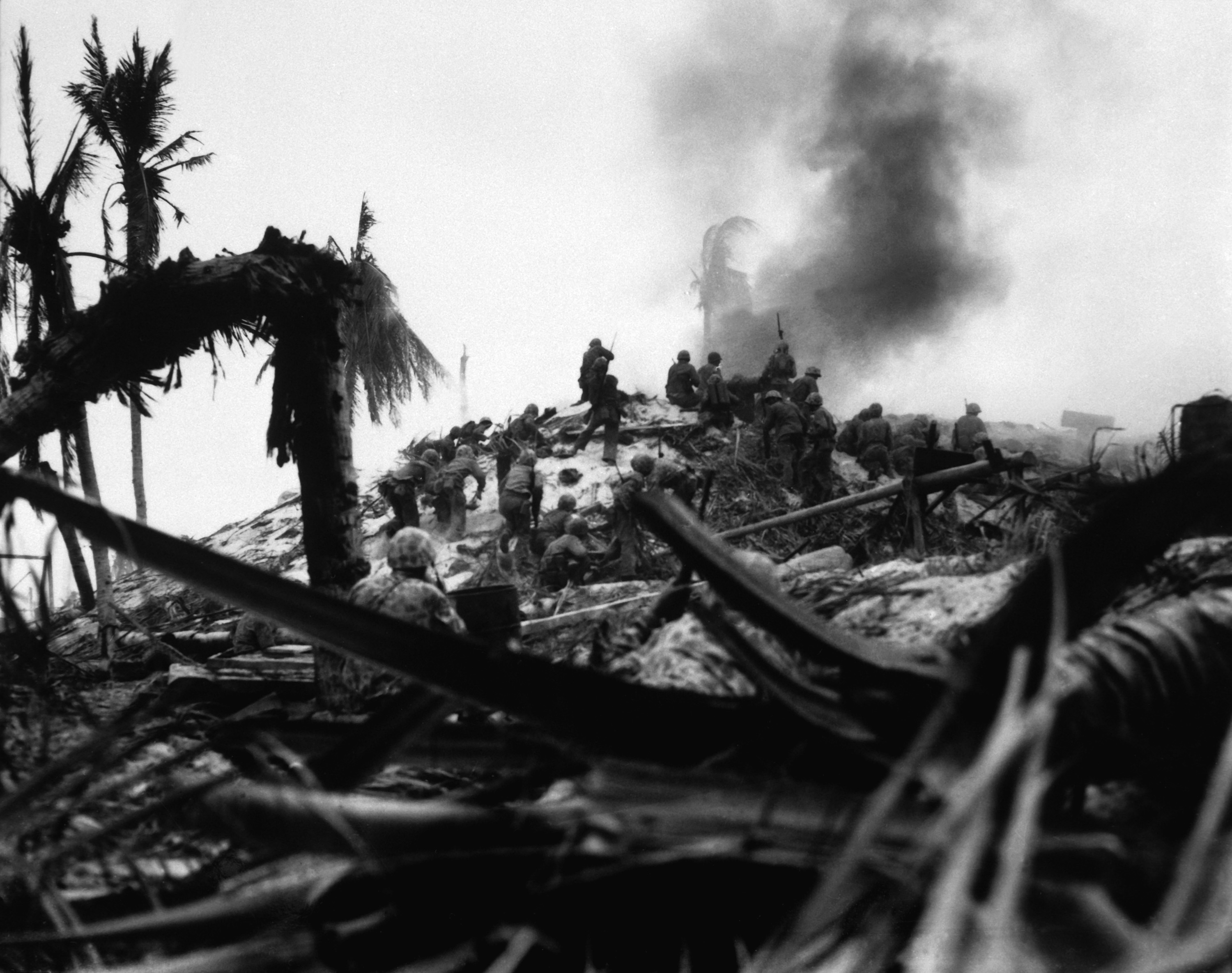
جنود المارينز الأمريكيون يهاجمون حصناً يابانيّاً في معركة تاراوا في نوفمبر 1943.

### الفترة الاستعمارية
شاهدت السفن الأوروبية الجزر في القرنين السابع عشر والثامن عشر، بينما كانت تلك السفن تحاول الإبحار حول العالم، أو تبحث عن طرق الإبحار من جنوب إلى شمال المحيط الهادئ. سمّيت سلسلة الجزر الرئيسية جزر جيلبرت في عام 1820 من قبل الأدميرال الروسي آدم فون كروسنشتيرن والقبطان الفرنسي لوي دوبيري تيمناً بالقبطان البريطاني توماس جيلبرت الذي عبر الأرخبيل في 1788 عندما أبحر من أستراليا إلى الصين. زارت سفن صيد الحيتان أراضي جزر الخط، أرسل أكثر من 9000 عامل إلى الخارج من عام 1845 إلى عام 1895 معظمهم لم يعودوا.
وصل أوائل المستوطنين البريطانيين في 1837. في عام 1892 وافقت جزر جيلبرت على أن تصبح محمية بريطانية إلى جانب جزر إليس المجاورة. أديرت الجزر عبر اللجنة العليا لغربي المحيط الهادئ والتي كان مقرها في فيجي. أصبحت كلتا المستعمرتان مستعمرة التاج جزر جيلبرت وإليس في العام 1916. أصبحت جزيرة كريسماس (أو كيريتيماس) جزءاً من المستعمرة في عام 1919 وأضيفت جزر فينيكس في عام 1937. كان السير آرثر غريمبل ضابطاً إداريّاً في تاراوا (1913-1919) وأصبح المفوض المقيم لجزر جيلبرت وإليس في 1926.
احتلت اليابان تاراوا وغيرها من جزر جيلبرت خلال الحرب العالمية الثانية. كانت تاراوا موقع إحدى أعنف المعارك في تاريخ قوات مشاة البحرية الأمريكية. هبطت قوات المارينز في نوفمبر 1943؛ وخاضت معركة تاراوا في عاصمة جزر كيريباتي السابقة بيتيو في جزر تاراوا المرجانية.
في نهاية عام 1945، تم إعادة توطين معظم سكان بانابا المتبقين من كوسراي وناورو وتاراوا إلى جزيرة رابي، وهي أرض فيجية حصلت عليها الحكومة البريطانية في عام 1942 لهذا الغرض.
كانت تستخدم سابقاً بعض من جزر كيريباتي، وخاصة جزر الخط النائية، من قبل الولايات المتحدة والمملكة المتحدة لإجراء تجارب على الأسلحة النووية بما في ذلك القنابل الهيدروجينية في أواخر الخمسينيات وأوائل الستينيات.
أنشئت مؤسسات الحكم الذاتي الداخلي في تاراوا منذ حوالي عام 1967. طلبت جزر إليس الانفصال عن بقية المستعمرة في عام 1974 ومنحت مؤسسات الحكم الذاتي الداخلية الخاصة بها. ودخل الانفصال حيز التنفيذ في 1 كانون الثاني / يناير 1976. أصبحت جزر إليس في عام 1978 دولة توفالو المستقلة.

### الاستقلال حتى الوقت الراهن
نالت جزر جيلبرت وإليس الحكم الذاتي في عام 1971، وانفصلتا في عام 1975 ومنحتا الحكم الذاتي الداخلي من قبل بريطانيا. في عام 1978 أصبحت جزر إليس دولة توفالو المستقلة. بينما نالت جزر جيلبرت استقلالها وأصبحت كيريباتي في 12 يوليو 1979. على الرغم من أن اسم جزر جيلبرت باللغة الأصلية هو «تونغارو»، اختارت الدولة الجديدة اسم «كيريباتي» كتنازل لإدراج بانابا وجزر الخط وجزر فينيكس والتي لم تكن تعتبر جزءاً من جزر جيلبرت. في معاهدة تاراوا الموقعة بعد وقت قصير من الاستقلال والتي صدقت في عام 1983، تنازلت الولايات المتحدة عن جميع مطالبها بجزر فينيكس وجزر الخط قليلة السكان والتي تشكل جزءاً من أراضي كيريباتي.
يُعد الاكتظاظ مشكلة في البلاد. في عام 1988 أعلن أنه سيتم إعادة توطين 4700 من سكان الجزيرة الرئيسية في مجموعة من الجزر الأقل سكاناً. انتخب تيبورورو تيتو رئيساً في 1994. عملت كيريباتي في عام 1995 على تحريك خط التاريخ الدولي إلى الشرق ليشمل مجموعة جزر الخط بحيث لا تكون مقسومة بخط التاريخ لكن ذلك ولّد جدلاً. كان القصد من الخطوة والتي حققت إحدى الوعود الانتخابية للرئيس تيتو السماح للشركات في جميع أنحاء الدولة الشاسعة بالحفاظ على أسبوع عمل موحد. كما مكّن هذا الأمر كيريباتي من أن تصبح أول دولة ترى بزوغ فجر الألفية الثالثة وهو حدث ذو أهمية سياحية. أعيد انتخاب تيتو في عام 1998. كما اكتسبت كيريباتي عضوية الأمم المتحدة في عام 1999.
مررت الحكومة في عام 2002 قانوناً مثيراُ للجدل يُمكّنها من إغلاق الصحف. جاء التشريع بعد إطلاق أول صحيفة كيريباتيية ناجحة غير حكومية. أُعيد انتخاب الرئيس تيتو في عام 2003، ولكنه عُزل من منصبه في مارس 2003 في تصويت بحجب الثقة وحل محله مجلس الدولة. انتخب أنوتي تونغ من حزب المعارضة بوتوكان تي كواوا لخلافة تيتو في يوليو 2003. وأعيد انتخابه في 2007.
في صيف عام 2008، طلب مسؤولو كيريباتي من أستراليا ونيوزيلندا قبول مواطني كيريباتي كلاجئين دائمين. ومن المتوقع أن تكون كيريباتي أول دولة تختفي جميع أراضيها نتيجة لتغير المناخ العالمي. في يونيو 2008، قال الرئيس أنوتي تونغ أن البلاد وصلت «نقطة اللاعودة» مضيفاً: «أن تخطط لليوم الذي لا يعود لك فيه وطن هو واقع مؤلم لكني أعتقد أن علينا أن نفعل ذلك».
أعيد انتخاب أنوتي تونغ في يناير 2012 لولاية ثالثة وأخيرة. اشترت حكومة كيريباتي في أوائل عام 2012 عقار ناتوافاتو الذي تبلغ مساحته 2200 هكتار في فانوا ليفو ثاني أكبر جزيرة في فيجي. في ذلك الوقت أُبلغ على نطاق واسع أن الحكومة تخطط لإجلاء جميع سكان كيريباتي إلى فيجي. بدأ الرئيس تونغ في أبريل 2013 في حث المواطنين على إخلاء الجزر والهجرة إلى أماكن أخرى. أكُد مكتب الرئيسفي مايو 2014 شراء حوالي 5460 فدانًا من الأراضي في فانوا ليفو بتكلفة 9.3 مليون دولار أسترالي.
انتخب تانيتي ماماو رئيسًا جديدًا لكيريباتي في مارس 2016. كان خامس رئيس منذ استقلال البلاد في عام 1979. أعيد انتخاب الرئيس ماماو لولاية ثانية في يونيو 2020. اعتبر الرئيس ماماو مؤيّدا للصين وأيّد توثيق العلاقات مع بكين. بدأت الأزمة الدستورية في كيريباتي 2022 بتعليق جميع القضاة الخمسة الرئيسيين في السلطة القضائية في كيريباتي.

## الحكومة والسياسة

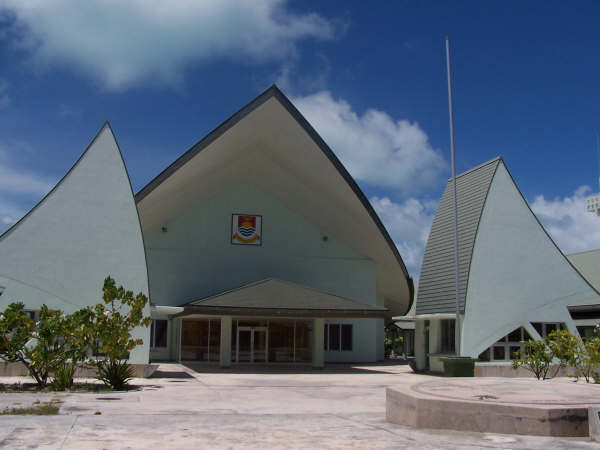
مقر برلمان كيريباتي.

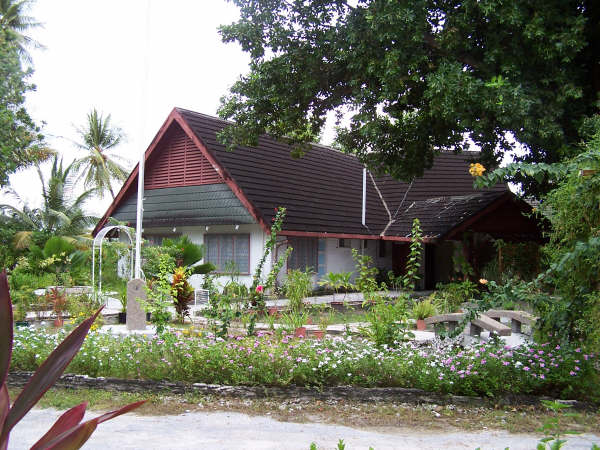
المقر الرئاسي.

صدر دستور كيريباتي في 12 يوليو 1979، وينص على إجراء انتخابات حرة ومفتوحة. تضم السلطة التنفيذية الرئيس ونائبه وحكومة (الرئيس هو أيضاً رئيس مجلس الوزراء). بموجب الدستور، يجب أن يكون الرئيس من بين أعضاء البرلمان وتحد فترة ولايته بأربع سنوات لثلاث مرات. يتألف مجلس الوزراء من الرئيس ونائب الرئيس و 13 وزراء (يعينهم الرئيس) هم أعضاء في مجلس النواب.
تتكون السلطة التشريعية من مجلس واحد هو مجلس النواب. يضم المجلس أعضاء منتخبين بما في ذلك ممثل الولاية الدستورية للشعب البانابي في فيجي (من جزيرة بانابا من جزر المحيط السابقة)، بالإضافة إلى النائب العام والذي يشغل منصب عضو بحكم منصبه. يعمل المشرعون لمدة أربع سنوات.
الأحكام الدستورية التي تنظم إقامة العدل مماثلة لتلك الموجودة في غيرها من الممتلكات البريطانية السابقة حيث السلطة القضائية خالية من التدخل الحكومي. يتكون الجهاز القضائي من المحكمة العليا (في بيتيو) ومحكمة الاستئناف. ويعين رئيس الجمهورية رئيساً للقضاة.
تدار الحكومة المحلية من خلال مجالس الجزر بأعضاء منتخبين. يتم التعامل مع الشؤون المحلية بطريقة مشابهة لاجتماعات البلدة في أمريكا الاستعمارية. تحدد مجالس الجزر تقديراتها الخاصة للإيرادات والنفقات وعادة ما تكون خالية من الضوابط الحكومية المركزية.
تمتلك كيريباتي أحزاباً سياسية رسمية ولكن تنظيمهم غير رسمي تماماً. تميل مجموعات أد هوك المعارضة إلى التجمع حول قضايا محددة. الأحزاب المعترف بها اليوم هي بوتوكان تي كواوا ومانيابان تي ماوري وماورين كيريباتي وتابوموا. سن الاقتراع 18 عاماً.
من ناحية الحكومة، توجد قوة شرطية في البلاد وتقوم بمهام إنفاذ القانون والواجبات شبه العسكرية ولها مراكز شرطية في جميع الجزر، ولكنها لا تمتلك جيشاً. تمتلك الشرطة زوارق دورية وحيد.

### العلاقات الخارجية
انضمت كيريباتي للأمم المتحدة في سبتمبر 1999. تحتفظ كيريباتي بعلاقات ودية مع معظم البلدان وتربطها علاقات وثيقة مع جيرانها في المحيط الهادئ كاليابان وأستراليا ونيوزيلندا والتي توفر معظم المساعدات الخارجية للبلاد. كما تمتلك تايوان واليابان أيضاً تراخيص بفترات محددة لصيد الأسماك في مياه جزر كيريباتي.
في نوفمبر عام 1999 أعلنت وكالة التطوير الفضائي الوطنية اليابانية عن خطط لاستئجار أراض في كيريتيماس لمدة 20 عاماً لبناء ميناء فضائي. ينص الاتفاق على أن تدفع اليابان 840,000 دولار أمريكي في السنة وستدفع أيضاً عن أي ضرر للطرق والبيئة. خصصت محطة أرضية يابانية ومطار مهجور في الجزيرة كمهبط مقترح ليعاد استخدامها لصالح مكوك الفضاء غير المأهول المعروف باسم هوب - إكس. ألغت اليابان المشروع في عام 2003.
أعلنت نائبة الرئيس الأمريكي كامالا هاريس في يوليو 2022 عن خطط لبناء سفارة جديدة في كيريباتي وتونغا وإعادة وجود فيلق أمريكي في المنطقة.

### العلاقات الدولية والتغيير المناخي
باعتبارها واحدة من أكثر دول العالم ضعفاً لآثار تغيّر المناخ، فإن كيريباتي تشارك وبنشاط في الجهود الدبلوماسية الدولية المتعلقة بتغير المناخ وأهمها المؤتمرات الإطارية بشأن أطراف تغير المناخ. كيريباتي عضو في تحالف الدول الجزرية الصغيرة وهي منظمة حكومية دولية من البلدان ذات السواحل المنخفضة والدول الجزر الصغيرة. أنشئت في عام 1990 والغرض الرئيسي من هذا التحالف هو تعزيز أصوات الدول الجزرية الصغيرة النامية للتصدي لظاهرة الاحتباس الحراري. التحالف نشطة جدّاً منذ بدايته، ووضع قدماً في مشروع النص الأول في مفاوضات بروتوكول كيوتو في عام 1994.
في عام 2009 حضر الرئيس تونغ منتدى الحساسية المناخ الضعيف في جزر المالديف إلى جانب 10 دول أخرى عرضة لتغير المناخ، ووقعت إعلان جزيرة باندوس في 10 نوفمبر عام 2009، متعهدة بإظهار القيادة الأخلاقية وتحويل اقتصاداتهم إلى اقتصادات خضراء لتحقيق الحياد الكربوني. في نوفمبر 2010، استضافت كيريباتي مؤتمر تغير المناخ في تاراوا، والذي كان غرضه دعم مبادرة رئيس كيريباتي لعقد منتدى للتشاور بين الدول الضعيفة وشركائها بهدف خلق بيئة مواتية لمفاوضات متعددة الأطراف لرعاية الاتفاقية. كان المؤتمر حدثاً خلفاً لمنتدى حساسية المناخ. كان الهدف النهائي للمؤتمر الحد من عدد وكثافة خطوط الصدع بين مختلف الأطراف في عملية مؤتمر أطراف تغير المناخ، واستكشاف عناصر الاتفاق بينها وبالتالي دعم مبادرة كيريباتي وغيرها من الأطراف للمؤتمر السادس عشر في كانكون في المكسيك في الفترة بين 29 نوفمبر - 10 ديسمبر 2010.
تحدث الرئيس تونغ في عام 2013 عن ارتفاع مستوى سطح البحر الناجم عن تغير المناخ وقال: لكي يعيش شعبنا، سيتعين عليهم الهجرة. إما أن ننتظر الوقت الذي يتعين علينا فيه نقل الأشخاص بشكل جماعي أو يمكننا إعدادهم - بدءًا من الآن. بحسب النيويوركر في عام 2014 قال الرئيس تونغ لصحيفة نيويورك تايمز إنه وفقًا للتوقعات، خلال هذا القرن، ستكون المياه أعلى من أعلى نقطة في أراضينا. اشترى تونغ في 20 كم 2 (7.7 ميل مربع) في عام 2014 من الأرض الممتدة في فانوا ليفو، إحدى أكبر جزر فيجي، على بعد 2000 كيلومتر. وهي خطوة وصفها تونغ بأنها ضرورة مطلقة.
لفت رجل كيريباتي في عام 2013 الانتباه بعمدما وصف نفسه بأنه لاجئ بسبب تغير المناخ بموجب الاتفاقية الخاصة بوضع اللاجئين (1951). ولكن قررت محكمة نيوزيلندا العليا أن هذا الادعاء لا يمكن الدفاع عنه. كما رفضت محكمة الاستئناف النيوزيلندية الدعوى في قرار صدر عام 2014. وفي استئناف آخر أكدت المحكمة العليا لنيوزيلندا الأحكام السابقة ضد طلب الحصول لجوء، ورفضت الاقتراح قائلتًا بأن التدهور البيئي الناجم عن تغير المناخ أو غيره من الكوارث الطبيعية لا علاقة له اتفاقية اللاجئين أو الولاية القضائية للأشخاص المحميين. وقعت كيريباتي في عام 2017 معاهدة الأمم المتحدة بشأن حظر الأسلحة النووية.
أعادت حكومة كيريباتي في 20 سبتمبر 2019 علاقتها الدبلوماسية مع جمهورية الصين الشعبية وأوقفت في الوقت نفسه علاقتها الدبلوماسية مع تايوان. عرضت الصين طائرة وعبّارة على كيريباتي لاتخاذ القرار وفقًا لوزير الخارجية التايواني جوزيف وو.

### مجموعات الجزر

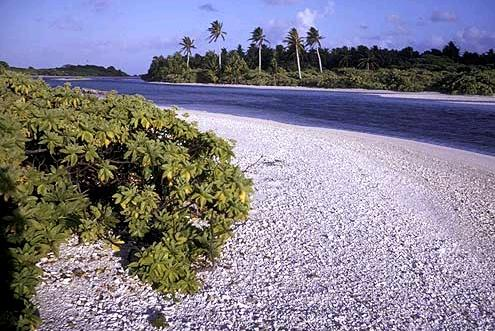
قناة جزيرة كارولاين المرجانية بين الشطر الغربي لجزيرة لونغ وجزيرة نيك.

كانت تقسم كيريباتي إلى مقاطعات حتى استقلالها. تنقسم البلاد حاليّاً إلى ثلاث مجموعات من الجزر التي ليس لها أي وظيفة إدارية، بما في ذلك المجموعة التي تجمع بين جزر الخط وجزر فينيكس. تمتلك كل جزيرة مأهولة مجلسها الخاص (ثلاثة مجالس في تاراوا: بيتيو وجنوب تاراوا وشمال تاراوا؛ مجلسان في تابتيويا). كانت المناطق الأصلية المستخدمة:
- بانابا.
- جزيرة تاراوا.
- جزر جيلبرت الشمالية.
- جزر جيلبرت الوسطى.
- جزرجيلبرت الجنوبية.
- جزر الخط.

بينما تضم مجموعات الجزر:
- جزر غيلبرت.
- جزر فينيكس وهي ثاني أكبر محمية بحرية في العالم[68][69] (كانت الأكبر من 2008 إلى 2010).[70]
- جزر الخط.

أربع من المقاطعات السابقة (بما في ذلك تاراوا) تقع في جزر جيلبرت حيث يعيش معظم سكان البلاد. خمس من جزر الخط غير مأهولة (مالدن وستاربك وكارولين وفوستوك وفلينت). جزر فينكس غير مأهولة باستثناء كانتون وليس لها أي تمثيل. جزيرة بانابا قليلة السكان حاليّاً. هناك أيضاً ممثلون غير منتخبين للبانبيين في جزيرة رابي في فيجي. تمتلك كل جزيرة من الجزر الإحدى والعشرون المأهولة بالسكان مجلساً محليّاً يهتم بالشؤون اليومية. تمتلك جزيرة تاراوا ثلاثة مجالس في كل من بيتيو وتي إناينانو (لبقية جنوب تاراوا) وإيوتان تاراوا (لشمال تاراوا).

## الجغرافيا

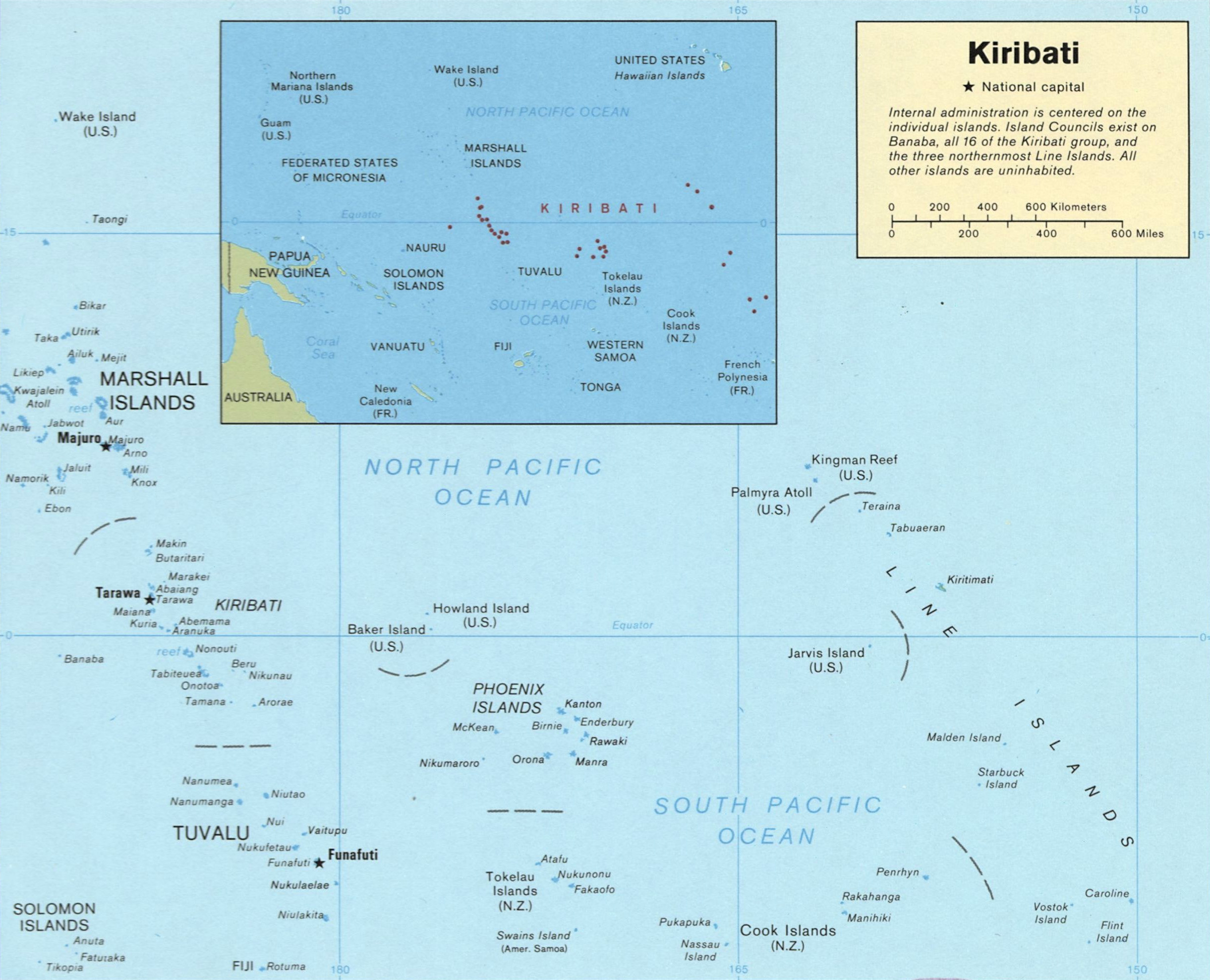
خريطة كيريباتي.

تتألف كيريباتي من حوالي 32 جزيرة مرجانية وجزيرة وحيدة هي بانابا، وتمتد على نصفي الكرة الأرضية الشرقي والغربي. مجموعات الجزر هي:
- بانابا: جزيرة معزولة بين ناورو وجزر جيلبرت
- جزر جيلبرت: 16 جزيرة مرجانية تقع على بعد حوالي 1500 كم شمال فيجي.
- جزر فينيكس: 8 جزر مرجانية تقع على بعد 1800 كم جنوب شرق جزر جيلبرت.
- جزر الخط: 8 شعاب مرجانية تقع على بعد حوالي 3300 كم شرق جزر جيلبرت.

بانابا (أو جزيرة المحيط) هي جزيرة مرجانية كانت مصدرًا غنيًا بالفوسفات، ولكن معظمه استخرج قبل الاستقلال. يتألف ما تبقى من الأراضي في كيريباتي من الرمال وجزر الصخور المرجانية والجزر المرجانية أو الجزر المرجانية التي ترتفع أمتارًا قليلة عن مستوى سطح البحر. كما أن التربة رقيقة وجيرية مما يجعل الزراعة صعبة للغاية.

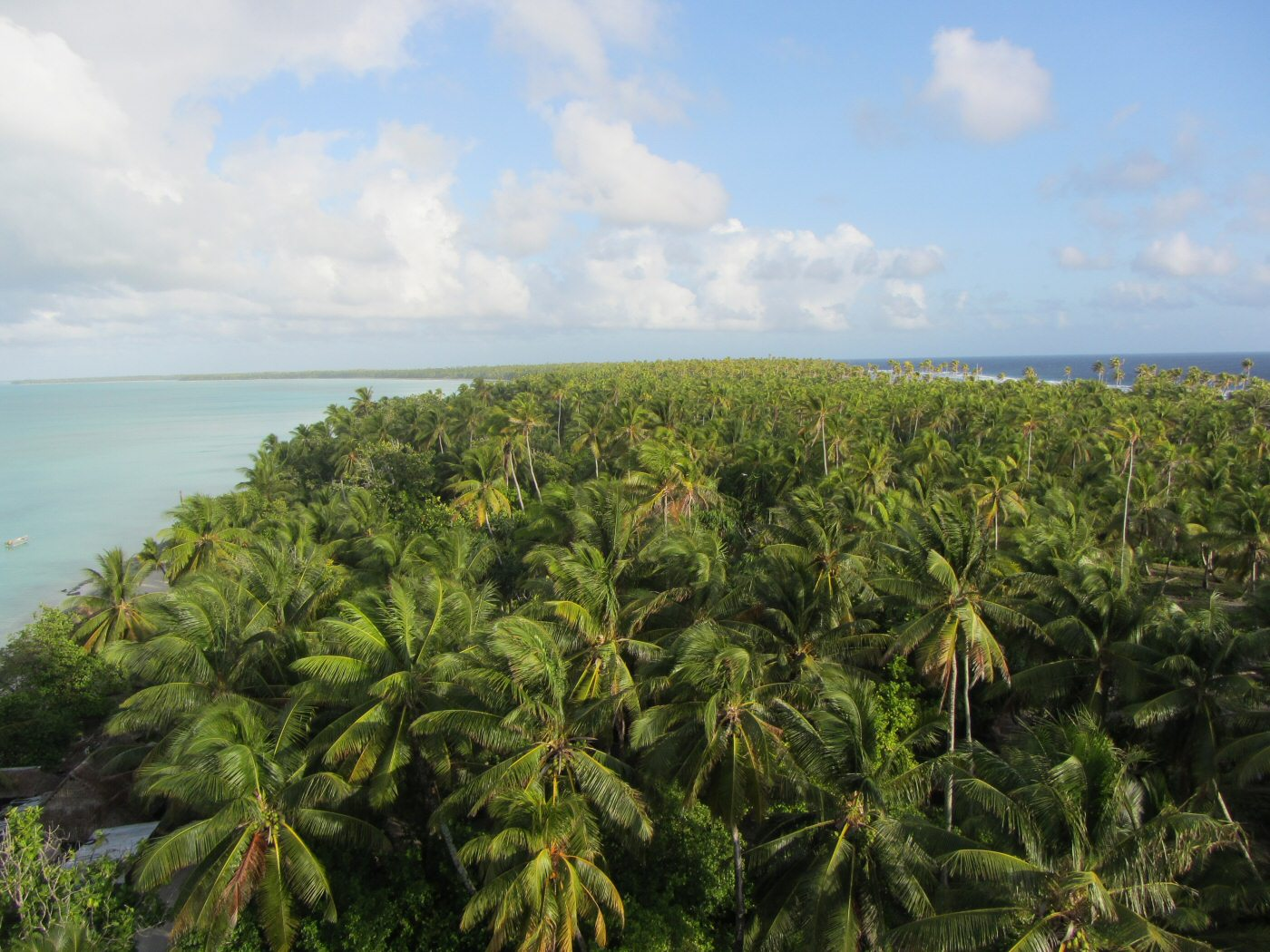
ابايانج

كيريتيماس في جزر الخط هي الجزيرة المرجانية الأكبر في العالم. وفقًا لإعادة تأسيس خط التاريخ الدولي في عام 1995، فإن كيريباتي تقع في الشطر الشرقي من العالم وجزر الخط أول منطقة تدخل العام الجديد بما في ذلك عام 2000. لهذا السبب، أعيد تسمية جزيرة كارولين بجزيرة الألفية في 1997. غالبية جزر كيريباتي بما في ذلك العاصمة ليست أول من يدخل العام الجديد حيث أن نيوزيلندا مثلًا (+13 بالتوقيت العالمي في يناير) تدخل العام الجديد قبلها.
وفقًا لبرنامج بيئة الهادئ الإقليمية (سابقًا برنامج بيئة جنوب الهادئ الإقليمية)، اختفت اثنتان من الجزر الصغيرة غير المأهولة في كيريباتي هما تبوا تاراوا وأبانويا تحت الماء في عام 1999. يتنبأ فريق الأمم المتحدة الحكومي الدولي المعني بتغير المناخ بارتفاع منسوب مياه البحر بمقدار نصف متر بحلول عام 2100 بسبب ظاهرة الاحتباس الحراري. بالتالي فمن المرجح أنه في غضون قرن من الزمان أن الأراضي الصالحة للزراعة في البلاد ستصبح عرضة لزيادة ملوحة التربة وستغمرها المياه إلى حد كبير.
ولكن فإن ارتفاع مستوى سطح البحر لا يعني بالضرورة غرق كيريباتي. أصدر بول كينش من جامعة أوكلاند في نيوزيلندا وآرثر ويب من لجنة العلوم الأرضية التطبيقية في جنوب المحيط الهادئ في فيجي في عام 2010 دراسة عن استجابة ديناميكية من الجزر المرجانية لارتفاع مستوى سطح البحر في وسط المحيط الهادئ. ذكرت الدراسة كيريباتي، حيث وجد كينش وويب أن الجزر الثلاث الرئيسية في كيريباتي بيتيو وبايريكي ونانيكاي قد نمت بنسبة 30% (36 هكتارًا) و16.3% (5.8 هكتار) و12.5% (0.8 هكتار) على التوالي.
تدرك الدراسة التي أجراها بول كينش وآرثر ويب أن الجزر معرضة بشدة لارتفاع مستوى سطح البحر، وخلصت إلى أن: هذه الدراسة لم تقيس النمو الرأسي لسطح الجزيرة ولا تشير إلى أي تغيير في ارتفاع الجزر. وبما أن ارتفاع اليابسة لم يغير من قابلية تعرض الجزء الأكبر من مساحة اليابسة في كل جزيرة للغرق بسبب ارتفاع مستوى سطح البحر، فهي أيضًا لم تتغير وتظل هذه الجزر المرجانية المنخفضة على الفور معرضة بشدة للفيضانات أو فيضانات مياه البحر.
يصف تقرير تغير المناخ في المحيط الهادئ لعام 2011 أن كيريباتي ذات مخاطر منخفضة من الأعاصير؛ ولكن في مارس 2015، تعرضت كيريباتي للفيضانات نتيجة لإعصار بام، وهو إعصار من الفئة 5 دمّر فانواتو. لا تزال كيريباتي معرضة لخطر الأعاصير التي يمكن أن تجرد الجزر المنخفضة من الغطاء النباتي والتربة.
يسمح الارتفاع التدريجي في مستوى سطح البحر أيضًا بنشاط المديخيات المرجانية لرفع الجزر المرجانية مع مستوى سطح البحر. ومع ذلك إذا حدثت الزيادة في مستوى سطح البحر بمعدل أسرع من نمو المرجان، أو إذا تضرر المرجان بسبب تحمض المحيطات فإن الجزر المرجانية وجزر الشعاب المرجانية ستغرق. أيضًا حدث تبيض المرجان في أكثر من 60% من الشعاب المرجانية في جزر المالديف.
برنامج التكيف في كيريباتي هو مبادرة بقيمة 5.5 مليون دولار أمريكي والذي صدر في الأصل من قبل الحكومة الوطنية في كيريباتي بدعم من هيئة البيئة العالمية والبنك الدولي وبرنامج الأمم المتحدة الإنمائي والحكومة اليابانية. انضمت أستراليا في وقت لاحق للتحالف وتبرعت بنحو 1.5 مليون دولار أمريكي في هذا الجهد. يهدف البرنامج الذي يدوم لست سنوات إلى دعم التدابير التي تحد من الضعف في جزر كيريباتي تجاه تغير المناخ وارتفاع مستوى سطح البحر عن طريق رفع الوعي بتغير المناخ وتقييم وحماية الموارد المائية المتاحة وإدارة الفيضانات. في بداية برنامج التكيف، حددت ممثلون عن كل من الجزر المأهولة بالسكان التغيرات المناخية الرئيسية التي جرت على مدى السنوات 20-40 الماضية، واقترحوا آليات تكيفية للتعامل مع هذه التغييرات ضمن 4 فئات من ضرورتها. يركز البرنامج الآن على قطاعات البلاد الأكثر عرضة للخطر في المناطق الأكثر كثافة سكانية. تشمل المبادرات تحسين إدارة إمدادات المياه في تاراوا وحولها وحماية معايير الإدارة الساحلية مثل إعادة زراعة وحماية البنية التحتية العامة لغابات المنغروف وتعزيز القوانين للحد من تآكل السواحل وتسوية التخطيط السكاني للحد من المخاطر الشخصية.
كيريباتي هي البلد الوحيد الذي يقع في أرباع الكرة الأرضية الأربعة.

### المناخ
تتمتع كيريباتي بمناخ الغابات الاستوائية المطيرة (Af). من أبريل إلى أكتوبر تسود الرياح الشمالية الشرقية سائدة وتستقر درجات الحرارة بالقرب من 30 درجة مئوية (86 درجة فهرنهايت). من نوفمبر إلى أبريل، تجلب العواصف الغربية الأمطار.
لا تعاني كيريباتي من الأعاصير ولكن قد تحدث تأثيرات أحيانًا خلال مواسم الأعاصير التي تؤثر على بلدان جزر المحيط الهادئ القريبة مثل فيجي.
يختلف هطول الأمطار بشكل كبير بين الجزر. على سبيل المثال، يبلغ المتوسط السنوي 3000 ملم (120 بوصة) في الشمال و500 ملم (20 بوصة) في جنوب جزر جيلبرت. تقع معظم هذه الجزر في الحزام الجاف للمنطقة المناخية المحيطية الاستوائية وتعاني من فترات جفاف طويلة.
| البيانات المناخية لـتاراوا (Köppen Af) | البيانات المناخية لـتاراوا (Köppen Af) | البيانات المناخية لـتاراوا (Köppen Af) | البيانات المناخية لـتاراوا (Köppen Af) | البيانات المناخية لـتاراوا (Köppen Af) | البيانات المناخية لـتاراوا (Köppen Af) | البيانات المناخية لـتاراوا (Köppen Af) | البيانات المناخية لـتاراوا (Köppen Af) | البيانات المناخية لـتاراوا (Köppen Af) | البيانات المناخية لـتاراوا (Köppen Af) | البيانات المناخية لـتاراوا (Köppen Af) | البيانات المناخية لـتاراوا (Köppen Af) | البيانات المناخية لـتاراوا (Köppen Af) | البيانات المناخية لـتاراوا (Köppen Af) |
| الشهر                                  | يناير                                  | فبراير                                 | مارس                                   | أبريل                                  | مايو                                   | يونيو                                  | يوليو                                  | أغسطس                                  | سبتمبر                                 | أكتوبر                                 | نوفمبر                                 | ديسمبر                                 | المعدل السنوي                          |
| -------------------------------------- | -------------------------------------- | -------------------------------------- | -------------------------------------- | -------------------------------------- | -------------------------------------- | -------------------------------------- | -------------------------------------- | -------------------------------------- | -------------------------------------- | -------------------------------------- | -------------------------------------- | -------------------------------------- | -------------------------------------- |
| الدرجة القصوى °م (°ف)                  | 35.0 (95.0)                            | 33.0 (91.4)                            | 35.0 (95.0)                            | 34.5 (94.1)                            | 34.5 (94.1)                            | 33.5 (92.3)                            | 34.5 (94.1)                            | 34.5 (94.1)                            | 34.5 (94.1)                            | 35.0 (95.0)                            | 35.0 (95.0)                            | 35.0 (95.0)                            | 35.0 (95.0)                            |
| متوسط درجة الحرارة الكبرى °م (°ف)      | 30.7 (87.3)                            | 30.6 (87.1)                            | 30.7 (87.3)                            | 30.7 (87.3)                            | 30.8 (87.4)                            | 30.8 (87.4)                            | 30.9 (87.6)                            | 31.0 (87.8)                            | 31.1 (88.0)                            | 31.2 (88.2)                            | 31.3 (88.3)                            | 30.9 (87.6)                            | 30.9 (87.6)                            |
| المتوسط اليومي °م (°ف)                 | 28.2 (82.8)                            | 28.1 (82.6)                            | 28.1 (82.6)                            | 28.2 (82.8)                            | 28.4 (83.1)                            | 28.3 (82.9)                            | 28.2 (82.8)                            | 28.3 (82.9)                            | 28.4 (83.1)                            | 28.6 (83.5)                            | 28.5 (83.3)                            | 28.2 (82.8)                            | 28.3 (82.9)                            |
| متوسط درجة الحرارة الصغرى °م (°ف)      | 25.3 (77.5)                            | 25.3 (77.5)                            | 25.2 (77.4)                            | 25.3 (77.5)                            | 25.5 (77.9)                            | 25.3 (77.5)                            | 25.1 (77.2)                            | 25.2 (77.4)                            | 25.3 (77.5)                            | 25.4 (77.7)                            | 25.4 (77.7)                            | 25.3 (77.5)                            | 25.3 (77.5)                            |
| أدنى درجة حرارة °م (°ف)                | 21.5 (70.7)                            | 22.5 (72.5)                            | 22.5 (72.5)                            | 22.5 (72.5)                            | 21.0 (69.8)                            | 21.0 (69.8)                            | 21.0 (69.8)                            | 21.5 (70.7)                            | 22.5 (72.5)                            | 22.0 (71.6)                            | 22.5 (72.5)                            | 22.0 (71.6)                            | 21.0 (69.8)                            |
| الهطول مم (إنش)                        | 271 (10.7)                             | 218 (8.6)                              | 204 (8.0)                              | 184 (7.2)                              | 158 (6.2)                              | 155 (6.1)                              | 168 (6.6)                              | 138 (5.4)                              | 120 (4.7)                              | 110 (4.3)                              | 115 (4.5)                              | 212 (8.3)                              | 2٬052 (80.8)                           |
| متوسط أيام هطول الأمطار (≥ 0.3 mm)     | 15                                     | 12                                     | 14                                     | 15                                     | 15                                     | 14                                     | 16                                     | 18                                     | 15                                     | 11                                     | 10                                     | 17                                     | 172                                    |
| متوسط الرطوبة النسبية (%)              | 81                                     | 80                                     | 81                                     | 82                                     | 81                                     | 81                                     | 80                                     | 79                                     | 77                                     | 77                                     | 79                                     | 81                                     | 80                                     |
| ساعات سطوع الشمس الشهرية               | 220.1                                  | 192.1                                  | 207.7                                  | 201.0                                  | 229.4                                  | 219.0                                  | 229.4                                  | 257.3                                  | 243.0                                  | 260.4                                  | 240.0                                  | 189.1                                  | 2٬688٫5                                |
| ساعات سطوع الشمس اليومية               | 7.1                                    | 6.8                                    | 6.7                                    | 6.7                                    | 7.4                                    | 7.3                                    | 7.4                                    | 8.3                                    | 8.1                                    | 8.4                                    | 8.0                                    | 6.1                                    | 7.4                                    |
| المصدر: الأرصاد الجوية الألمانية       |                                        |                                        |                                        |                                        |                                        |                                        |                                        |                                        |                                        |                                        |                                        |                                        |                                        |

## الاقتصاد

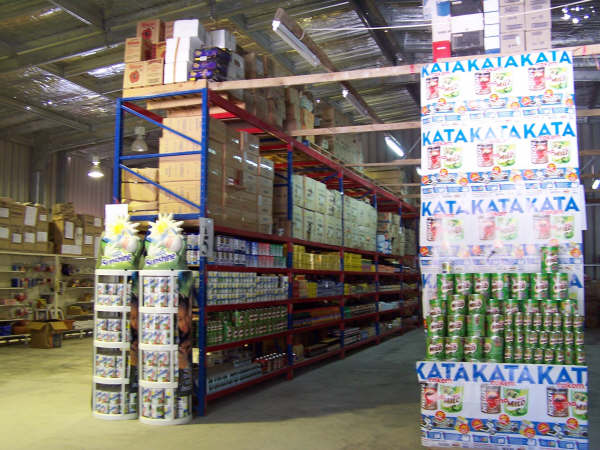
مخزن للسلع في كيريباتى.

كيريباتي هي واحدة من الدول الأكثر فقرا في العالم إذ انها تملك موارد طبيعية قليلة ولقد استنفذت الرواسب الفوسفاتية التجارية في بانابا في وقت الاستقلال الآن تمثل الكوبرا والأسماك الجزء الأكبر من الإنتاج والصادرات وتعتبر كيريباتي واحدة من أقل البلدان نموا في العالم وأدنى ناتج محلي إجمالي في أوقيانوسيا. تحصل كيريباتي على جزء كبير من دخلها من الخارج من مساعدات التنمية وتحويلات العاملين والسياحة وذلك نظراً لمحدودية كيريباتي في الإنتاج المحلي وهي تستورد جميع المواد الغذائية الأساسية تقريبا.

تمثيل نسبي لصادرات كيريباتي في 2019

يستفيد اقتصاد كيريباتي من برامج المساعدة الإنمائية الدولية. المانحون متعددو الأطراف الذين قدموا المساعدة الإنمائية في عام 2009 هم الاتحاد الأوروبي (9 ملايين دولار أسترالي) وبرنامج الأمم المتحدة الإنمائي (3.7 مليون دولار أسترالي) واليونيسيف ومنظمة الصحة العالمية (100 ألف دولار أسترالي). المانحون الثنائيون الذين قدموا المساعدة الإنمائية في عام 2009 هم أستراليا (11 مليون دولار أسترالي) واليابان (2 مليون دولار أسترالي) ونيوزيلندا (6.6 مليون دولار أسترالي) وتايوان (10.6 مليون دولار أسترالي) ومانحون آخرون قدِموا 16.2 مليون دولار أسترالي، بما في ذلك بنك التنمية الآسيوي.
أبرز الدول التي ساهمت في تحسين اقتصاد كيريباتي في عامي 2010 - 2011 هي أستراليا (15 مليون دولار أسترالي)، تايوان (11 مليون دولار أسترالي)، نيوزيلاندا (6 مليون دولار أسترالي) والبنك الدولي وبنك التنمية الآسيوي (4 مليون دولار أسترالي).
أسست كيريباتي في عام 1956 صندوق للثروات الوطنية لتخزين ثروات البلد الناتجة عن استخراج الفوسفات. في عام 2008، قدّر الاحتياطي النقدي للصندوق ما يساوي 400 مليون دولار. انخفضت إيرادات صندوق معادلة الإيرادات الاحتياطية في عام 2007 من 637 مليون دولار أمريكي إلى 570.5 مليون دولار أمريكي في 2009 نتيجة للأزمة المالية العالمية.
قيم تقرير صندوق النقد الدولي اقتصاد كيريباتي في مايو 2011 كما يلي: بعد عامين من الانكماش، تعافى الاقتصاد في النصف الثاني من عام 2010 وتبددت الضغوط التضخمية. وتشير التقديرات إلى نمو بواقع ¾ 1 عن السنة السابقة. على الرغم من انخفاض إنتاج لب جوز الهند المجفف بسبب بلأحوال الجوية، ونشاط القطاع الخاص على ما يبدو بدأ في النهوض، وخصوصا في مجال تجارة التجزئة. السياحة انتعشت بنسبة 20 في المئة مقارنة بعام 2009. على الرغم من ارتفاع أسعار الغذاء العالمية والوقود، انخفض مستوى التضخم الناتج عن أزمة 2008، بسبب قوة الدولار الأسترالي، والذي يستخدم محليا، وانخفاض في الأسعار العالمية للأرز. تراجع نمو الائتمان في الاقتصاد الكلي في عام 2009 حيث توقفت الانشطة الاقتصادية. وبدأت النهوض مرة ثانية في النصف الثاني من عام 2010.
كيريباتي مُصدِّر رئيسي لأسماك الزينة التي تِصاد يدويًا. هناك ثمانية مشغلين مرخصين في كيريتيماتي. في نهاية عام 2005 كان عدد الأسماك الزينة المصدرة 110و 000. جميع المشغلين لديهم منشأة أرضية ولكن يحتفظ بالأسماك في حاويات على الشعاب المرجانية لتقليل تكلفة التشغيل. تعتبر سمكة (Centropyge loriculus) من أهم الأنواع المصدرة.

### النقل

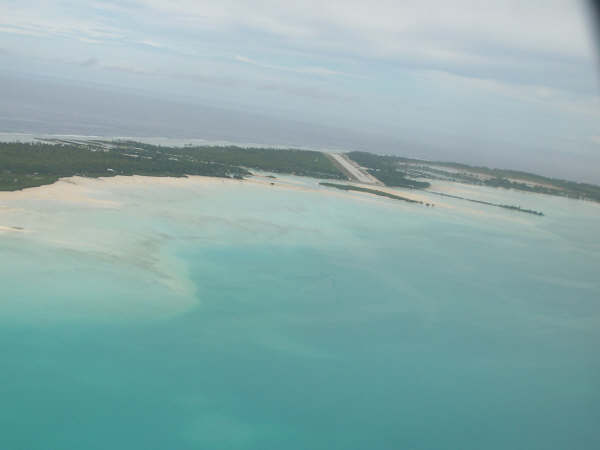
مطار بونريكي الدولي

لدى كيريباتي شركتا طيران محليتان: طيران كيريباتي وخطوط كورال صن الجوية. يقع مقر كلتا الشركتين في مطار بونريكي الدولي في تاراوا وتخدمان وجهات عبر جزر غيلبرت وجزر لاين فقط: لا تخدم شركات الطيران المحلية بانابا وجزر فينيكس.
تقوم خطوط فيجي الجوية، ناقل فيجي الوطني الجوي بتوفير خدمة دولية من نادي إلى مطار كاسيدي ثم إلى هونولولو.
مطار بونريكي الدولي يعتبر البوابة الرئيسية للبلاد، موجود في العاصمة تاراوا. المطار يتواجد على ارتفاع 9 أقدام (3 م) فوق مستوى سطح البحر. وهو واحد من المدرج المعينة 27/9 مع سطح الأسفلت قياس 2011 بنسبة 41 أمتار (6598 قدم × 135 قدم).

## الديموغرافيا

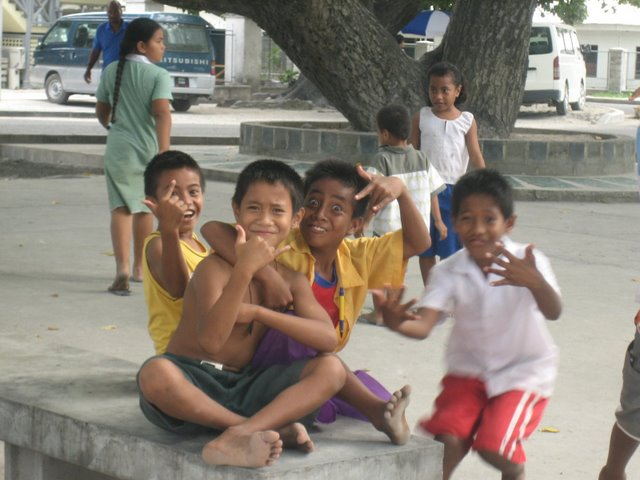
أطفال في ساحة بيريكي

أظهر تعداد نوفمبر 2020 أن عدد السكان 119,940 نسمة. حوالي 90% منهم يعيشون في جزر غيلبرت، 52.9% منهم يعيشون في جنوب تاراوا.
حتى وقت قريب، كان معظم الناس يعيشون في قرى يتراوح عدد سكانها بين 50 و3000 نسمة في الجزر الخارجية. معظم المنازل تصنع من مواد يحصل عليها من أشجار جوز الهند والبندان. يعرقل الجفاف المتكرر والتربة غير الخصبة الزراعة على نطاق واسع، لذلك تحول سكان الجزر إلى البحر إلى حد كبير لكسب الرزق والمعيشة. في السنوات الأخير انتقلت أعداد كبيرة من المواطنين إلى عاصمة الجزيرة تاراوا، أدت زيادة التحضر إلى ارتفاع عدد سكان جنوب تاراوا إلى 63,017.

### العرق
يُطلق على السكان الأصليين في كيريباتي اسم آي كيريباتي. عرقيًا فإن كيريباتي هم من الميكرونيزيون والأسترونيزيون. أدى التزاوج بين جميع مجموعات السكان إلى وجود سكان متجانسين بشكل معقول في المظهر والتقاليد.

### الدين
المسيحية هي الديانة الرئيسية في كيريباتي، وقد أدخلها المبشرون مؤخرًا بسبب بعدها وغياب أي وجود أوروبي مهم حتى النصف الأخير من القرن التاسع عشر. غالبية السكان هم من الروم الكاثوليك (58.9٪)، مع طائفتين بروتستانتية رئيسيتين (كنيسة كيريباتي البروتستانتية 8.4% وكنيسة كيريباتي المتحدة 21.2٪) يمثلان 29.6٪. ووجود منتسبين إلى كنيسة يسوع المسيح لقديسي الأيام الأخيرة (5.6٪) والبهائية (2.1٪)، والسبتية (2.1٪) وتمثل الخمسينية، شهود يهوه، والمعتقدات الصغيرة الأخرى مجتمعة أقل من 2% (تعداد 2020).